# John Hennigan (worstelaar)
John Randall Hennigan (Los Angeles, 3 oktober 1979) is een Amerikaans professioneel worstelaar die, onder de ringnamen Johnny Nitro en John Morrison, van 2002 tot december 2011 bekend was in de WWE (World Wrestling Entertainment).
Onder zijn vroegere ringnaam "Johny Nitro" was hij ooit WWE Intercontinental Champion en Tag Team Champion met MNM (Mercury Nitro Melina).

## Professioneel worstelcarrière
Hennigan was samen met Matt Cappotelli de winnaar van Tough Enough III in 2003 en werd daarom een WWE-contract aangeboden. Na het einde van de serie werden Hennigan en Cappotelli naar het WWE opleidingsinstituut Ohio Valley Wrestling (OVW) gestuurd voor verdere training. Voor Tough Enough had hij getraind bij XPW's Asylum. Hij had al auditie gedaan voor Tough Enough II en kan gezien worden in de eerste aflevering, maar de jury vond dat hij niet serieus genoeg bezig was met worstelen, dus werd hij niet geselecteerd voor de laatste 13, nadat hij bij de laatste 25 was geplaatst.
In 2004 debuteerde Hennigan op WWE-televisie als de assistent van RAW General Manager Eric Bischoff. Hennigan werd een variëteit aan pseudoniemen gegeven, waaronder korte tijd "Johnny Blaze", naar het eigendom van Marvel Comics (en de bijnaam van rapper Method Man), en "Johnny Spade". Hij werd uiteindelijk Johnny Nitro genoemd, een referentie naar WCW Monday Nitro, de televisieserie die voorheen geproduceerd werd door Bischoff. Hennigan begon ook de themamuziek van Nitro te gebruiken als zijn binnenkomst muziek. Deze verhaallijn werd na een aantal weken geschrapt en Hennigan werd teruggestuurd naar OVW, waar hij de naam "Johnny Nitro" behield.
Hennigan keerde terug naar WWE-televisie op 14 april 2005 en maakte zijn SmackDown! debuut als een derde van de stable MNM met Joey Mercury en manager Melina. De week daarop versloeg MNM Rey Mysterio en Eddie Guerrero voor het WWE Tag Team Championship. MNM verdedigde de titels succesvol in een match met Charlie Haas en Hardcore Holly tijdens Judgment Day 2005, maar werd later verslagen door Heidenreich en Animal op 24 juli 2005. Ze versloegen Animal en Heidenreich voor de titels in een four way tag match op 8 oktober 2005 en behielden de titels tot 16 december 2005, toen ze ze verloren aan Batista en Rey Mysterio. Ze begonnen hun derde periode tot vandaag op 30 december 2005, door Batista en Mysterio te verslaan met assistentie van een terugkerende Mark Henry.
Het team van Paul London en Brian Kendrick ging door in een feud met MNM, en ze wonnen in een match waarbij de titel niet op het spel stond tegen de regerende WWE Tag Team-kampioenen. London en Kendrick gingen door met hun winnende reeks tegen de kampioenen, waaronder een overwinning in een-op-een matches voor zowel Kendrick en London op respectievelijk Nitro en Mercury. Nitro en Mercury vielen het paar aan. De week erna werden Nitro en Mercury hun broeken afgescheurd en werden ze achtergelaten in hun ondergoed. De feud kwam tot een einde tijdens Judgment Day 2006, waar ze MNM versloegen voor de titels. Later op diezelfde avond werden Melina en Nitro ontslagen, in kayfabe, van SmackDown!, omdat Melina Smackdown General Manager Theodore Long sloeg en Nitro vanwege een grote mond.
Op 29 mei 2006, herdebuteerde Nitro op Raw (samen met Melina) waarbij hij verloor tegen de toenmalige WWE-kampioen John Cena. De daarop volgende week nepte Melina een gekneusde enkel waardoor Nitro de mogelijkheid kreeg om Charlie Haas te verslaan voor zijn eerste winst op RAW. Melina ging door om Nitro succesvol te managen in zijn jacht op het WWE Intercontinental Championship. Nitro won de titel in een triple threat match tijdens de Vengeance (2006) pay-per-view tegen Carlito en de toenmalige kampioen Shelton Benjamin. Tijdens RAW op 26 juni, versloeg Mickie James Trish Stratus in een Women's Championship match. Na de Match kwamen Melina en Johnny Nitro de ring binnen en kreeg Melina de kans om een promo te houden tegen Trish, waardoor ze de feud van het einde van 2005 nieuw leven inblies. Tijdens deze feud vormde Trish een partnerschap met Carlito.
In december 2011 verplaatste de WWE zijn profiel naar de Alumni pagina. Dat werd later bevestigd door Hennigan zelf die mogelijk zijn carrière zou beëindigen als worstelaars vanwege zijn blessures. Na zijn ontslag ging hij echter toch door en toert hij met de World Wrestling Fan Xprience. Hier zou hij ook de eerste WWFX Heavyweight Championship winnen, op 4 februari 2012. Hij keerde op 3 januari 2020 terug, bij een aflevering van SmackDown onder zijn John Morrison-ringnaam en hervatte zijn samenwerking met The Miz, waardoor hij voor het eerst in WWE in 10 jaar weer een heel werd. Ze zouden ruzie maken met de SmackDown Tag Team Champions, The New Day, waarbij Morrison singles-wedstrijden won tegen Big E en Kofi Kingston.  Bij de Royal Rumble nam Morrison als vijfde deelnemer deel aan de Royal Rumble-wedstrijd, maar hij werd uitgeschakeld door Brock Lesnar.  Bij Super ShowDown wonnen Miz en Morrison het SmackDown Tag Team Championship van The New Day.  Op 8 maart hadden Morrison en Miz hun eerste titelverdediging tegen vijf andere teams in een tag team Elimination Chamber-wedstrijd tijdens het Elimination Chamber-evenement. Bij WrestleMania 36, na de afwezigheid van de Miz wegens ziekte , verdedigde Morrison de SmackDown Tag Team Championships in zijn eentje in een ladderwedstrijd tegen Kofi Kingston en Jimmy Uso, waarin hij succesvol was.  Op 17 april aflevering van SmackDown, het duo verloor de titels terug naar The New Day nadat Miz tevergeefs de titels zelf verdedigde in een drievoudige dreigingswedstrijd tegen Big E en Jey Uso die hun regeerperiode na 50 dagen beëindigde. Bij Money in the Bank de volgende maand probeerden Morrison en Miz tevergeefs het kampioenschap te herwinnen in een fatal-fourway-tagteam-wedstrijd waarbij ook Lucha House Party (Gran Metalik en Lince Dorado) en The Forgotten Sons (Steve Cutler en Wesley Blake) betrokken waren. Vervolgens begonnen Morrison en Miz een rivaliteit met Universal Champion Braun Strowman.  Bij Backlash streden de duo om de titel van Strowman in een twee-tegen-een handicapwedstrijd, maar verloor.  Als onderdeel van de 2020 Draft in oktober werden zowel Morrison als Miz opgesteld voor het merk Raw.

## In het worstelen
- Finishers
  - The Moonlight Drive
  - Starship Pain
  - Nitro Blast (Superkick)
  - Standing shooting star press
- Signature moves
  - 180° spun flare transitioned into a leg drop
  - Belly to back wheelbarrow facebuster
  - European uppercut
  - Jawbreaker
  - Feint vaulting dive transitioned into a baseball slide into the ring
- Managers
  - Melina
  - Jillian Hall
  - Eric Bischoff
  - Miss Jackie
  - Nikki Bella

## Prestaties
- Impact Wrestling
  - Impact World Championship (1 keer)
- Lucha Libre AAA Worldwide
  - AAA Mega Championship (1 keer)
  - AAA Latin American Championship (1 keer)
  - AAA World Cruiserweight Championship (1 keer)
  - Lucha Libre World Cup (2016) met Brian Cage en Chavo Guerrero jr.
- Ohio Valley Wrestling
  - OVW Southern Tag Team Championship (1 keer met Joey Mercury)
- Pro Wrestling Illustrated
  - PWI Tag Team of the Year (2005) met Joey Mercury
  - PWI Most Improved Wrestler of the Year (2009)
- World Wrestling Entertainment
  - ECW World Championship (1 keer)
  - WWE World Tag Team Championship (1 keer met The Miz)
  - WWE Intercontinental Championship (3 keer)
  - WWE Tag Team Championship (4 keer; 3x met Joey Mercury en 1x met The Miz)
  - Slammy Award
    - Tag Team of the Year (2008) - met The Miz
    - Best WWE.com Exclusive (2008) - met The Miz

  - WWE Tough Enough III met Matt Cappotelli)
- Wrestling Observer Newsletter awards
  - Tag Team of the Year (2008) - met The Miz

## Persoonlijk leven
Hennigan groeide op in Los Angeles, Californië samen met zijn twee jongere zussen, Kelly & Elise Hennigan. Hennigan woont nu in Louisville (Kentucky).